# الحبیبی بوقلمونه
حبیب بوقلمونه (عربی: الحبيب بوقلمونة؛ زادهٔ ۱۲ دسامبر ۱۹۸۸) بازیکن فوتبال اهل الجزایر است.
از باشگاه‌هایی که در آن بازی کرده‌است می‌توان به باشگاه فوتبال وفاق سطیف اشاره کرد.
وی همچنین در تیم ملی فوتبال الجزایر بازی کرده‌است.